# 蒙泰乌拉诺
蒙泰乌拉诺（義大利語：Monte Urano），是意大利费尔莫省的一个市镇。总面积16.72平方公里，人口8509人，人口密度508.9人/平方公里（2009年）。ISTAT代码为044049。